# Північна вулканічна зона

Мапа найбільших вулканів в Колумбії

Мапа найбільших вулканів в Еквадорі

Півні́чна вулкані́чна зо́на (англ. Northern Volcanic Zone, NVZ) — вулканічна дуга на північному заході Південної Америки, одна з чотирьох вулканічних зон Андійського вулканічного поясу. Північна вулканічна зона простягнулася на території Колумбії та Еквадору та містить всі материкові вулкани цих країн. Ця вулканічна дуга сформувалася субдукції плити Наска, що рухається під Південноамериканською плитою.

## Найбільші вулкани
- Антісана
- Каямбе
- Котопахі
- Ґалерас
- Ільїнса
- Уїла
- Пічінча
- Ревентадор
- Руїс
- Санґай
- Толіма
- Тунґурауа